# Bromuro de mercurio(I)
El bromuro de mercurio(I) es un compuesto químico de fórmula química es Hg2Br2. Tiene iones de mercurio y bromuro donde el mercurio está en su estado de oxidación +1. Cambia de color de blanco a amarillo cuando se calienta y fluoresce un color salmón cuando se expone a la luz ultravioleta. Tiene aplicaciones en dispositivos acústico-ópticos.

## Propiedades
El bromuro de mercurio(I) es un sólido cristalino blanco altamente tóxico. Desproporciona fácilmente a bromuro de mercurio(II) y mercurio metálico (elemental).

## Ocurrencia
Se encuentra muy raramente como kuzminita, un bromuro y cloruro de mercurio(I), Hg2BrCl.

## Preparación
Se prepara mediante la oxidación del mercurio elemental con bromo elemental o mediante la reacción de un bromuro como el bromuro de potasio o el bromuro de sodio con una disolución de nitrato de mercurio(I):
{\displaystyle \mathrm {Hg_{2}(NO_{3})_{2}+2\ KBr\longrightarrow Hg_{2}Br_{2}+2\ KNO_{3}} }